# Свети Николай (Горенци)
„Свети Николай“ или „Свети Никола“ (на гръцки: Αγίου Νικολάου Καλής Βρύσης) е българска възрожденска църква в зъхненското село Горенци (Кали Вриси), Гърция, част от Зъхненската и Неврокопска епархия.
Църквата е построена преди 1848 година край селото. Според Георги Стрезов в 1891 година църквата е гъркоманска, подчинена на Вселенската патриаршия. В архитектурно отношение представлява класическата за епохата трикорабна базилика с петоъгълна апсида на изток, женска църква и трем на западната и част от южната страна. В интериора на църквата има ценен амвон, резбован иконостас и света трапеза. Иконите на иконостаса са от 1848 и 1851 година. Иконата на светеца покровител Свети Николай на иконостаса е дело на Атанас Христов от Крушево.